# Gerald Spring Rice, 6. Baron Monteagle of Brandon

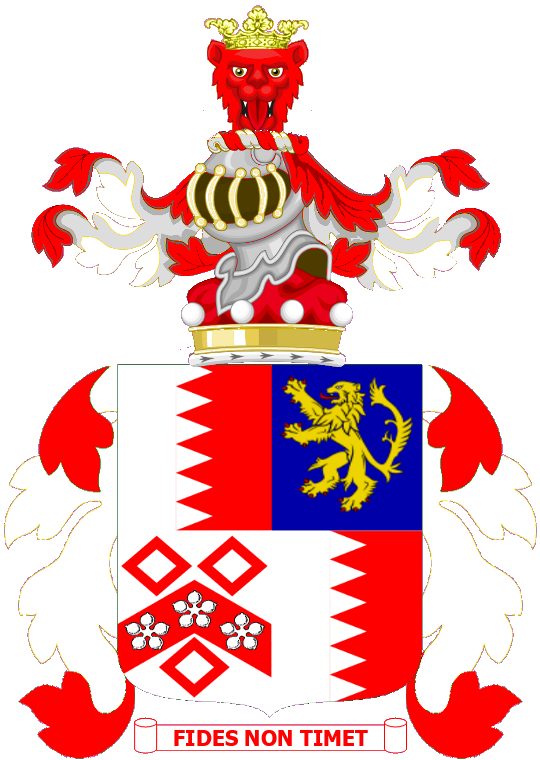
Wappen der Monteagle of Brandon

Gerald Spring Rice, 6. Baron Monteagle of Brandon (* 5. Juli 1926; † 17. November 2013 in Amesbury, Wiltshire) war ein britischer Peer und Politiker.

## Leben
Gerald Spring Rice, 6. Baron Monteagle of Brandon, wurde als Sohn von Charles Spring Rice, 5. Baron Monteagle of Brandon (1887–1946) und dessen Ehefrau Emilie Frances de Kosenko († 1981) geboren. Er erbte nach dem Tod seines Vaters am 9. Dezember 1946 den Titel eines Baron Monteagle of Brandon. 
Er besuchte die Harrow School und war von 1945 bis 1955 Offizier, zuletzt Captain, bei den Irish Guards. Er war in Palästina stationiert. Er arbeitete nach seinem Ausscheiden aus dem Militär an der London Stock Exchange (1958–1976) und für Lloyd’s (1978–1998). Er war Mitglied des Honourable Corps of Gentlemen at Arms (1978–1996). 
Er lebte lange Jahre in Brandon, im County Kerry. 2003 lebte er auf seinen Anwesen in Glenamara, in der Nähe des Dorfes Stradbally, im County Waterford in Irland.
Er starb im November 2013 im Alter von 87 Jahren „friedvoll“ in seinem Haus in Amesbury in der Grafschaft Wiltshire. Die Beisetzung fand am 3. Dezember 2013 statt; die Trauerfeier war in der St Mary & St Melor Church in Amesbury. Titelerbe ist sein einziger Sohn Charles James Spring Rice, 7. Baron Monteagle of Brandon (* 1953).

## Mitgliedschaft im House of Lords
Mit dem Erbe des Titels Baron Monteagle of Brandon wurde Spring Rice am 9. Dezember 1946 Mitglied des House of Lords. Seinen offiziellen Eid leistete er am 25. April 1989. Im House of Lords saß er für die Conservative Party. Im Hansard sind einige wenige Wortbeiträge von Gerald Spring Rice aus den Jahren von 1992, 1993 und 1996 dokumentiert. Im Dezember 1996 meldete er sich im House of Lords zuletzt zu Wort. In der Sitzungsperiode 1997/98 war er an 60 Sitzungstagen anwesend. Seine Mitgliedschaft im House of Lords endete am 11. November 1999 durch den House of Lords Act 1999. 

## Familie
Spring Rice  heiratete am 28. Mai 1949 Anne Brownlow (* 1928), die einzige Tochter von Colonel Guy James Brownlow und dessen Ehefrau Elinor Hope Georgina Scott. Er war 64 Jahre mit seiner Ehefrau verheiratet. Aus der Ehe gingen vier Kinder hervor, ein Sohn und drei Töchter. 